# GVAV in het seizoen 1955/56
Het seizoen 1955/1956 was het tweede jaar in het bestaan van de Groningse betaaldvoetbalclub GVAV. De club kwam uit in de Hoofdklasse B en eindigde daarin op de negende plaats. Dit hield in dat de club mocht meedoen in de nacompetitie voor twee plaatsen in de Eredivisie. Het team eindigde daarin op de tweede plaats, wat inhield dat de club in het nieuwe seizoen uitkwam in de Eredivisie.

## Wedstrijdstatistieken

### Hoofdklasse B
|       | Alkmaar '54 | BVV   | D.F.C. | EDO   | Elinkwijk | Emma  | Feijenoord | De Graafschap | MVV   | PSV   | Rapid JC | SHS   | Sittardia | Sportclub Enschede | SVV   | De Volewijckers | Willem II |
| ----- | ----------- | ----- | ------ | ----- | --------- | ----- | ---------- | ------------- | ----- | ----- | -------- | ----- | --------- | ------------------ | ----- | --------------- | --------- |
| Thuis | 4 – 1       | 1 – 5 | 3 – 2  | 1 – 3 | 0 – 3     | 9 – 0 | 3 – 1      | 5 – 4         | 3 – 0 | 2 – 2 | 2 – 3    | 0 – 3 | 3 – 0     | 3 – 1              | 1 – 0 | 3 – 0           | 0 – 1     |
| Uit   | 1 – 1       | 0 – 1 | 2 – 1  | 1 – 2 | 4 – 0     | 1 – 3 | 0 – 1      | 5 – 1         | 0 – 0 | 1 – 1 | 2 – 2    | 4 – 1 | 4 – 1     | 3 – 2              | 3 – 3 | 1 – 1           | 3 – 4     |

### Beslissingswedstrijd om de 9e plaats
| Beslissingswedstrijd                                                                            | GVAV                                                                      | 4 – 3 (3 – 3, 1 – 1) Na verlenging | D.F.C.                                      |
| 17 juni 1956 Plaats: Alkmaar Alkmaarderhout Toeschouwers: 13.000 Scheidsrechter: Jan Bronkhorst | Rikkert La Crois 15' Piet de Koe 54' Alie Kruger 70' Johnny de Grooth 91' |                                    | 39', 55' (pen.) Koos Schaap 64' Piet van Es |

### Nacompetitie
| Speelronde 1                                                                                              | GVAV                                                                  | 4 – 0 (2 – 0)      | RCH                                                                       |
| 20 juni 1956 Plaats: Groningen Oosterpark Toeschouwers: 11.000 Scheidsrechter: G. de Boer                 | Rikkert La Crois 7', 17' Johnny de Grooth 48' Leo Jansen 88' (e.d.)   |                    |                                                                           |
| Speelronde 2                                                                                              | NOAD                                                                  | 3 – 1 (2 – 1)      | GVAV                                                                      |
| 23 juni 1956 Plaats: Tilburg Industriestraat Toeschouwers: 8.000 Scheidsrechter: Andries van Leeuwen      | Frits Louer 6' Jan Meijer 20' Tini van Osch 54'                       |                    | 15' Rikkert La Crois                                                      |
| Speelronde 3                                                                                              | Hermes DVS                                                            | 0 – 4 (0 – 1)      | GVAV                                                                      |
| 27 juni 1956 Plaats: Rotterdam Stadion Feijenoord Toeschouwers: 11.000 Scheidsrechter: Karel van der Meer |                                                                       |                    | 37' Rikkert La Crois 56' Heiko Wolda 63' Alie Kruger 80' Johnny de Grooth |
| Speelronde 4                                                                                              | GVAV                                                                  | 2 – 3 (0 – 2)      | KFC                                                                       |
| 1 juli 1956 Plaats: Groningen Oosterpark Toeschouwers: 12.500 Scheidsrechter: Piet Roomer                 | Alie Kruger 77' Piet de Koe 87' (pen.)                                |                    | 5' Piet Fleur 38' Simon Rus 78' Klaas Molenaar                            |
| Speelronde 5                                                                                              | GVAV                                                                  | 5 – 1 (1 – 1)      | NOAD                                                                      |
| 8 juli 1956 Plaats: Groningen Oosterpark Toeschouwers: 12.000 Scheidsrechter: Wim Beltman                 | Johnny de Grooth 31' Piet de Koe 76', 86' (pen.) Alie Kruger 81', 90' |                    | 43' Tini van Osch                                                         |
| Speelronde 6                                                                                              | RCH                                                                   | 2 – 3 (0 – 3)      | GVAV                                                                      |
| 11 juli 1956 Plaats: Heemstede Sportparklaan Toeschouwers: 11.000                                         | Lodewijk van Braam 52', 65'                                           |                    | 10', 16', 30' Alie Kruger                                                 |
| Speelronde 7                                                                                              | GVAV                                                                  | 3 – 0 (0 – 0)      | Hermes DVS                                                                |
| 15 juli 1956 Plaats: Groningen Oosterpark Toeschouwers: 13.000 Scheidsrechter: Bertus Ausum               | Alie Kruger 49' Johnny de Grooth 54', 60'                             |                    |                                                                           |
| Speelronde 8                                                                                              | KFC                                                                   | Niet meer gespeeld | GVAV                                                                      |
| 18 juli 1956 Plaats: Amsterdam Olympisch Stadion                                                          |                                                                       |                    |                                                                           |

## Statistieken GVAV 1955/1956

### Eindstand GVAV in de Nederlandse Hoofdklasse B 1955 / 1956
| Stand | Gespeeld | Gewonnen | Gelijk | Verloren | Punten | Doelpunten voor | Doelpunten tegen |
| ----- | -------- | -------- | ------ | -------- | ------ | --------------- | ---------------- |
| 9e    | 34       | 15       | 7      | 12       | 37     | 68              | 47               |

### Topscorers
| #                | Naam                        | Goal |
| ---------------- | --------------------------- | ---- |
| 1.               | Johnny de Grooth            | 19   |
| 2.               | Rikkert La Crois            | 16   |
| 3.               | Alie Kruger                 | 11   |
| 4.               | Henk Meuken                 | 7    |
| 5.               | Jaap van Oosten             | 5    |
| 6.               | Abel Alting                 | 2    |
| 6.               | Piet de Koe                 | 2    |
| 8.               | Rem Been                    | 1    |
| 8.               | Henk Medema                 | 1    |
| Eigen doelpunten |                             |      |
| –                | Piet van Beers (Willem II)  | 1    |
| –                | Philip Paauwe (Sittardia)   | 1    |
| –                | Jan Prins (De Volewijckers) | 1    |
| –                | Gerard Rumpen (Sittardia)   | 1    |
| Totaal           | Totaal                      | 68   |

| #      | Naam             | Goal |
| ------ | ---------------- | ---- |
| 1.     | Johnny de Grooth | 1    |
| 1.     | Piet de Koe      | 1    |
| 1.     | Alie Kruger      | 1    |
| 1.     | Rikkert La Crois | 1    |
| Totaal | Totaal           | 4    |

| #              | Naam             | Goal |
| -------------- | ---------------- | ---- |
| 1.             | Alie Kruger      | 8    |
| 2.             | Johnny de Grooth | 5    |
| 3.             | Rikkert La Crois | 4    |
| 4.             | Piet de Koe      | 3    |
| 5.             | Heiko Wolda      | 1    |
| Eigen doelpunt |                  |      |
| –              | Leo Jansen (RCH) | 1    |
| Totaal         | Totaal           | 16   |